# Jesé
Jesé Rodríguez (Las Palmas, 26. veljače 1993.) španjolski je nogometaš koji igra na poziciji krila. Trenutačno igra za malezijski klub Johor DT.

## Klupska karijera
Rođen je u Las Palmasu, glavnom gradu Kanara te se ondje počeo baviti nogometom. Tu je igrao za dvije lokalne momčadi Pilar i Huracan. Godine 2007. primijetili su ga Realovi skauti te on dolazi u Madrid. Kao junior debitira 16. siječnja 2011. za Castillu. Kako je u Realovim juniorima pod imenom Juvenii A postigao 17 golova u jednoj sezoni promoviran je u rezervnu momčad. Često ga se uspoređuje s Cristianom jer obadva igraju na istoj poziciji, odlični su tehničari i izvrsni napadači. Trener Reala, José Mourinho, poziva ga na predsezonske pripreme. Debitirao je protiv LA Galaxyja, a prvijenac za Real postiže protiv kineske momčadi Guangzhoua nakon samo 20 sekundi igre. Službeni debu u španjolskom kupu odigrao je 12. prosinca 2011. protiv Ponferadine. Ušao je kao zamjena za Cristiana, a svoj debi i u Primeri doživio je kao Ronaldova zamjena u utakmici protiv Sociedada 24. ožujka 2012. u pobjedi od 5:1. U kolovozu 2016. godine je Jesé prešao iz Real Madrida u francuski Paris Saint-Germain. U siječnju 2017. je Jesé otišao na posudbu u Las Palmas, gdje je Španjolac rođen. Nakon pola godine je se Jesé preselio na Otok, gdje je posuđen Stoke Cityju. Španjolac je u debiju u Premier ligi za Stoke City zabio prvijenac protiv Arsenala.

## Reprezentativna karijera
Jesé je debitirao za španjolsku reprezentaciju do 19 godina 2009. S godinu dana starijom selekcijom odigrao je finale EURA 2010. koje su Španjolci izgubili.
Na EURU do 19 godina Jesé je proglašen najboljim strijelcem. Postigao je pet pogodaka, od toga četiri u grupnoj fazi gdje je Portugalu dao hat-trick u remiju 3:3 dana 6. srpnja. U finalu s Grčkom postigao je jedini i odlučujući pogodak.

## Vanjske poveznice
- Real Madrid official profile
- BDFutbol profile
- UEFA.com stats
- Transfermarkt profile